# 13.º Congresso Nacional do Partido Comunista da China
O Décimo Terceiro Congresso Nacional do Partido Comunista da China foi realizado no Grande Salão do Povo, em Pequim, de 25 de outubro a 1 de novembro de 1987. Estiveram presentes 1.936 delegados representando mais de 46 milhões de membros do partido e contou com 200 jornalistas estrangeiros convidados a participar das cerimônias de abertura e encerramento. Além disso, o vice-presidente do Comitê Permanente do Congresso Nacional do Povo e o Comitê Nacional da Conferência Consultiva Política do Povo Chinês, representantes da Federação Nacional da Indústria e Comércio, não-partidários, minorias étnicas e representantes religiosos também estiveram entre os convidados como parte da audiência. O congresso reafirmou a correção da política de reforma e abertura adotada durante a Terceira Sessão Plenária do 11º Congresso, em dezembro de 1978. Também viu o rejuvenescimento das posições de liderança do partido quando os veteranos da Longa Marcha se aposentaram e foram substituídos por tecnocratas mais jovens e com melhor educação. 

## Agenda
A agenda do Congresso era a seguinte: 
(1) Analisar e adotar o relatório do 12º Comitê Central do Partido Comunista da China. 
(2) Analisar o relatório elaborado pelo Comitê Consultivo do Comitê Central do Partido Comunista da China. 
(3) Analisar o relatório elaborado pela Comissão de Inspeção Disciplinar do Comitê Central. 
(4) Adotar as emendas recomendadas à Constituição do Partido Comunista da China. 
(5) Eleição do 13º Comitê Central do Partido Comunista da China, do Comitê Consultivo do Comitê Central do Partido Comunista da China e do Comitê Central do Partido Comunista da China para a Comissão de Inspeção Disciplinar.

## Importância do Congresso

### Mudança de pessoal

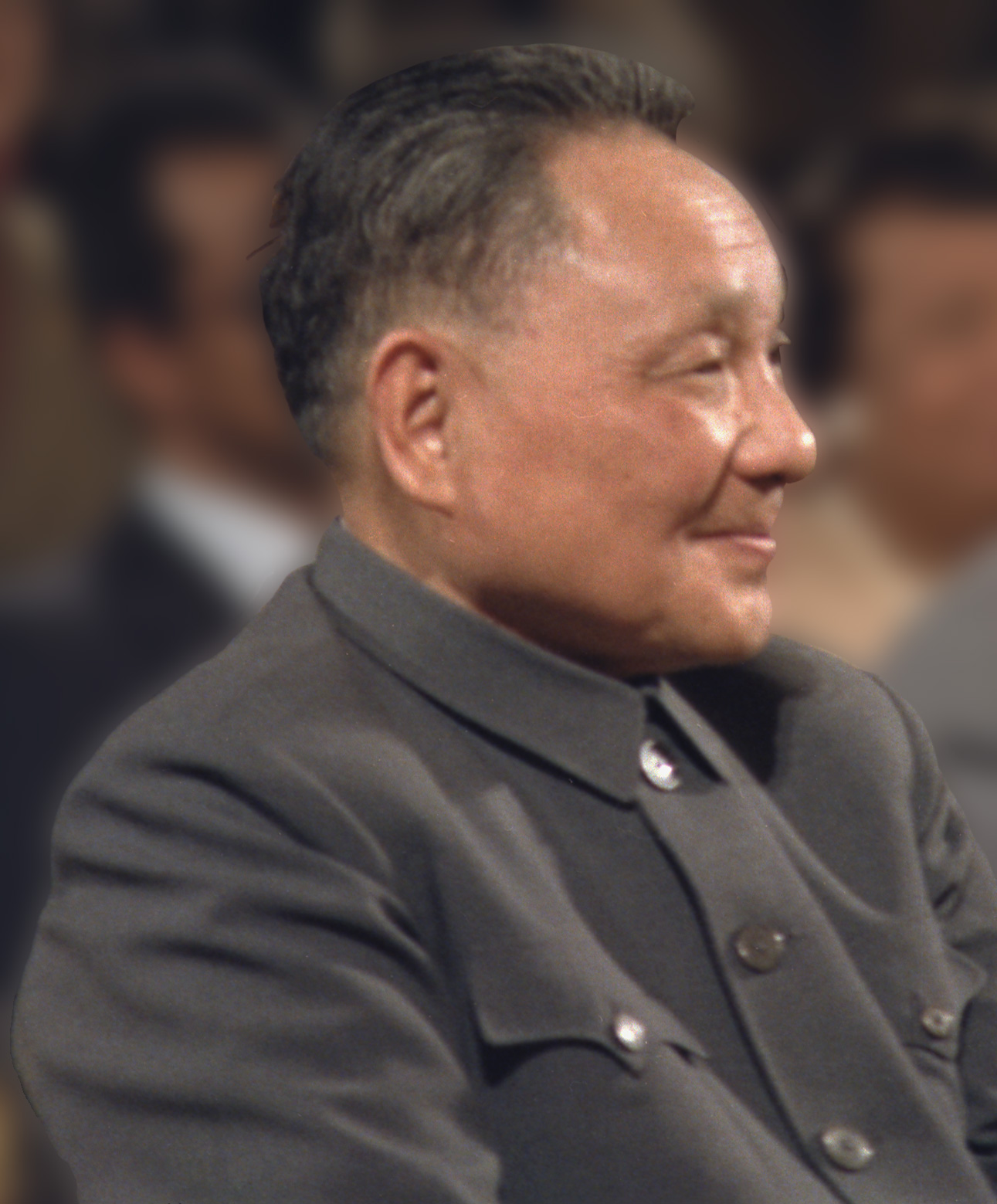
O 13º congresso teve Deng Xiaoping como figura central. Deng atuou pessoalmente para aposentar mais de 90 membros da ala conservadora do partido que se opunham às reformas.

Deng Xiaoping pessoalmente orquestrou a aposentadoria de mais de 90 membros antigos do partido que eram críticos às reformas de mercado adotadas no processo de suas Quatro Modernizações. Entre esses membros, estavam Peng Zhen, presidente do Comitê Permanente do Congresso Nacional do Povo; Chen Yun, economista líder do partido; Hu Qiaomu, crítico severo do chamado "liberalismo burguês" e Li Xiannian, Presidente da República. O próprio Deng renunciou a todas suas posições, exceto sua presidência da Comissão Militar Central através de uma emenda constitucional especial.
Zhao Ziyang foi convocado para se tornar o primeiro vice-presidente da Comissão Militar Central, com Yang Shangkun sendo seu vice-presidente permanente. O novo Comitê Central de 285 membros consistia de 175 membros regulares e 110 membros suplentes. Cerca de 150 dos líderes mais velhos do Comitê Central anterior (43% de um total de 348 membros) não conseguiram ser reeleitos. Hua Guofeng conseguiu manter sua posição no Comitê Central. A idade média da nova liderança era de 55,2 anos, abaixo dos 59,1 do comitê antecessor. 87 dos membros efetivos e suplentes eram novos e 209 (73%) de todos os membros do Comitê Central tinham formação superior.
O Politburo, com 17 membros regulares e 1 membro suplente, também passou a ser repleto de jovens que apoiavam as políticas de reforma. Embora nove dos 20 membros anteriores tenham se aposentado, o ex-Secretário-Geral Hu Yaobang, juntamente com os Vice-Primeiro-Ministros Wan Li e Tian Jiyun, mantiveram suas posições. O Comitê Permanente elegeu os seguintes membros: Zhao Ziyang, Li Peng, Qiao Shi, Hu Qili e Yao Yilin. 
Embora a maioria dos membros mais velhos tenha abandonado suas posições oficiais no partido, sua influência não vacilou. Sua disposição em se aposentar provavelmente foi feita sob o entendimento de que seu escolhido, Li Peng, seria nomeado para o Comitê Permanente, bem como para a futura liderança. Apenas três semanas após o encerramento do congresso, Li foi nomeado premier interino e, mais tarde, no Congresso Nacional do Povo, em março de 1988, confirmado na posição.
O 13º Congresso Nacional foi notável também pelo fato de as mulheres estarem totalmente ausentes dos níveis mais altos do partido, com líderes como Zhao Ziyang se opondo fortemente à participação das mulheres no processo político.

### O estágio primário do socialismo
Em seu discurso, Zhao Ziyang afirmou que "a reforma é o único processo através do qual a China pode ser revitalizada. É um processo que é irreversível e que está de acordo com a vontade do povo e a tendência geral dos eventos". Construir o socialismo com características chinesas, anunciou Zhao, era um experimento que não poderia ter sido previsto por teóricos europeus do século XIX. A tarefa central de proclamar reformas de mercado se devia ao fato da pobreza e do atraso existirem de forma generalizada por toda a China. 
A liderança chinesa defendeu a ideia de que os mecanismos de mercado e o planejamento central eram "meios e métodos neutros que não determinam o sistema econômico básico de uma sociedade". Portanto, a adoção de técnicas capitalistas e habilidades de gestão em uma economia mista por meio de um sistema de propriedade múltipla seria permitida nessa fase. 

### Reestruturação política
O governo manteve sua posição de que a China seria uma "democracia socialista", o que significava que as mudanças que aconteciam no país não o tornariam uma democracia ao estilo europeu. Isso também significou a reestruturação do Partido Comunista para que ele pudesse governar melhor e mais com mais eficiência, estabelecendo melhorias na administração, simplificação da burocracia e eliminação do excesso de pessoal. 

### Significado geral
O 13º Congresso do Partido foi notável de várias maneiras. Ele lançou a China rumo a um desenvolvimento econômico acelerado, assegurou a sucessão de liderança quando os membros mais velhos do partido renunciaram voluntariamente a favor dos líderes mais jovens e adaptou o marxismo a "uma realidade que seja adequada à realidade", em vez de deslocar a "realidade em favor da teoria".
No entanto, ainda houve preocupações sobre vários problemas. Primeiro, a renúncia dos anciãos do partido não significou que os reformistas tivessem liberdade para realizar as reformas imediatamente, uma vez que esses anciãos ainda detinham imensa influência sobre o partido. Em segundo lugar, Deng organizou Zhao para ser o primeiro vice-presidente da Comissão Militar Central sem a garantia de que este sucederia a Deng como líder da China. Terceiro, o desenvolvimento econômico acelerado e uma maior abertura para influências estrangeiras reviveriam questões antigas de "poluição espiritual", "liberalização burguesa" e a questão perene de "essência chinesa contra os valores estrangeiros". Quarto, a separação das funções do partido em relação ao governo e às empresas afetaria os interesses de milhões. Por fim, a supremacia dos Quatro Princípios Cardeais proibia qualquer exercício de poder que não fosse pelo Partido Comunista da China e qualquer liberdade além do que era permitido pelo partido.
No geral, o Congresso foi um sucesso, pois representou um consenso entre líderes díspares para avançar o país economicamente, embora democracia, pluralismo e direitos humanos tenham sido questões que foram deixadas sem solução.